# 海谷遠音
海谷 遠音（かいや とおね、2003年1月24日 - ）は、日本のファッションモデル。埼玉県出身。cassia management所属。

## 略歴
2024年、第39回メンズノンノモデルオーディションでグランプリと読者賞を受賞。MEN'S NON-NOの専属モデルとしても活動中。名前は本名である。

## 人物
- 特技は、弾き語り[4]。また、東洋医学の知識にも長けている[5]。
- 大学入学後、友人が働く古着屋の着用モデルをしたことをきっかけにモデルを志した[6]。
- 「ちゃとる」という名前の猫を飼っている[7]。

## 出演

### 雑誌
- MEN'S NON-NO（2024年 - 、集英社）- 専属モデル

### ランウェイ
- Rakuten GirlsAward 2024 AUTUMN/WINTER（2024年10月19日、幕張メッセ[8]）

### MV
- Uru「春 ～Destiny～」（2025年）